# Архиепархия Семаранга
Архиепархия Семаранга (лат. Archidioecesis Semarangensis) — архиепархия Римско-Католической церкви с центром в городе Семаранг, Индонезия. В митрополию Семаранга входят епархии Маланга, Пурвокерто, Сурабаи. Кафедральным собором архиепархии Семаранга является церковь Пресвятой Девы Марии Царицы Святого Розария.

## История
25 июня 1940 года Римский папа Пий XII издал буллу Vetus de Batavia, которой учредил апостольский викариат Семаранга, выделив его апостольского викариата Батавии (сегодня — Архиепархия Джакарты).
3 января 1961 года Римский папа Иоанн XXIII издал буллу Quod Christus, которой возвёл апостольский викариат Семаранга в ранг архиепархии.

## Ординарии епархии
- архиепископ Альберт Сугияпраната SJ[1](1.08.1940 — 23.07.1963);
- кардинал Юстинус Дармоювоно (10.12.1963 — 3.07.1981);
- кардинал Юлий Рияди Дармаатмаджа SJ (19.02.1983 — 11.01.1996) — назначен архиепископом Джакарты;
- архиепископ Игнатий Сухарио Харджоатмоджо (21.04.1997 — 25.07.2009);
- архиепископ Иоанн Пуджасумарта (12.01.2010 — 10.11.2015);
- архиепископ Роберт Рубиятмоко (18.03.2017 — по настоящее время).

## Источник
- Annuario Pontificio, Libreria Editrice Vaticana, Città del Vaticano, 2003, ISBN 88-209-7422-3
- Булла Vetus de Batavia Архивная копия от 2 февраля 2020 на Wayback Machine, AAS 33 (1941), стр. 61  (лат.)
- Булла Quod Christus Архивная копия от 7 октября 2013 на Wayback Machine, AAS 53 (1961), стр. 244  (лат.)